# جواو سانتوس (كرة سلة)
جواو سانتوس مواليد 15 يونيو 1979 في لشبونة، هو لاعب كرة سلة محترف برتغالي بدأ مسيرته الاحترافية في سنة 1996. يبلغ طوله 6 قدم 8.7 بوصة (2.0 م).

## فرق لعب لها
- نادي بانيونيس لكرة السلة
- كويلوز لكرة السلة
- نادي بلد الوليد لكرة السلة
- بنفيكا لكرة السلة

## روابط خارجية
- جواو سانتوس على موقع الاتحاد الدولي لكرة السلة (الإنجليزية)
- جواو سانتوس على موقع الدوري الإسباني لكرة السلة (الإسبانية)
- جواو سانتوس على موقع كرة السلة الأوروبية.كوم (الإنجليزية)
- جواو سانتوس على موقع كلية كرة السلة في سبورتس رفرنس.كوم (الإنجليزية)
- جواو سانتوس على موقع ريلجم (الإنجليزية)
- جواو سانتوس على موقع بروبوليرز (الإنجليزية)
- جواو سانتوس على موقع سبورتس رفرنس (الإنجليزية)